# Bouaké
Bouaké (o Bwake) es la segunda ciudad de mayor tamaño en Costa de Marfil. Tiene una población de unos 775.300 habitantes (censo 2002) y es la capital del departamento homónimo. El departamento y la ciudad se encuentran en el Valle de la Región Bandama.

## Economía
Productos derivados del tabaco y textil principalmente y manufacturas de algodón y arroz. Oro, mercurio y manganeso en minas cercanas.
Su economía se basa en la industria del algodón. Es el centro del pueblo Baoulé y es muy conocido por su artesanía. La ciudad ha crecido mucho desde la década de 1970 tras la construcción de la presa Kossou en el oeste. Bouaké es muy conocido por su carnaval y por el mercado, así como por su catedral. La ciudad tiene un aeropuerto en el noroeste de la ciudad con una pista de unos 3300 m.

## Geografía
La ciudad está localizada en la parte central del país a unos 50 km al nordeste de la presa de Kossou, el mayor lago del país, unos 350 km al norte de Abiyán, en la autovía Abiyán-Níger, y a unos 100 km al nordeste de la capital, Yamusukro.

## Demografía
| Año  | Habitantes |
| 1921 | 3.600      |
| 1945 | 22.000     |
| 1960 | 60.000     |
| 1970 | 120.000    |
| 1975 | 175.000    |
| 1988 | 333.000    |
| 1998 | 1.200.000  |

## Administración
| Fecha de Elección | Nombre            | Partido político |
| ----------------- | ----------------- | ---------------- |
| 1960              | Djibo Sounkalo    | PDCI-RDA         |
| 1980              | Konan Blédou      | PDCI-RDA         |
| 1985              | Konan Blédou      | PDCI-RDA         |
| 1990              | Konan Antoine     | PDCI-RDA         |
| 1995              | Konan Konan Denis | PDCI-RDA         |
| 2000              | Fanny Ibrahima    | RDR              |

## Deportes
- Estadio Bouaké

## Ciudades hermanadas
- Villeneuve-sur-Lot, Francia (1957)[2]
- Reutlingen, Alemania